# 康倫·希爾
康伦·希尔（英語：Conleth Seamus Eoin Croiston Hill，1964年11月24日—）是来自北爱尔兰的演员。他曾获得两项劳伦斯·奥利弗奖，并获得了两项托尼獎提名。他最出名的角色是他在HBO系列《权力的游戏》（2011-2019）中饰演八爪蜘蛛瓦里斯。

## 早年生活
康伦·希尔出生在北爱尔兰安特里姆郡的巴利卡斯尔。他有一个摄影师哥哥，一个制片人妹妹，还有一个弟弟罗南，他是一名音响工程师，因其在权力的游戏中的声音混合而获得了四项艾美奖。

## 作品

### 电视剧
- 2011年至2019年： 《权力的游戏》 饰演瓦里斯

### 舞台制作
- 2017年：《灵欲春宵》，在伦敦哈罗德·品特剧院[9]

## 奖项和提名
- 2001年托尼獎提名，最佳男主角
- 2008年托尼獎提名，最佳男主角[10]

## 外部連結
- 康倫·希爾在互联网电影资料库（IMDb）上的資料（英文）